# Roma llamado Roy
Roma llamado Roy fue el Sumo Sacerdote de Amón al final del reinado de Ramsés II, continuando con su labor durante los reinos de Merenptah y, probablemente, Seti II, durante la dinastía XIX de Egipto. 
Roma sirvió como Tercer y Segundo Profeta de Amón y finalmente como Primer Profeta (Sumo Sacerdote) del dios. También fue conde (h3ty-a), príncipe (iry-pat) y «padre divino puro de manos».
La esposa de Roma, Tamut, está mencionada en su tumba, mientras que una esposa llamada Tabest es nombrada en una estela en Leiden. Fue enterrado en la tumba TT328 en Dra Abu el-Naga (Tebas).
| r · Aa15 · a | A51 | H6 | P8 | D · d · n · f | r · Z1 | i | i | A51 |

| r · Aa15 · a | A51 | H6 | P8 | D · d · n · f | r · Z1 | i | i | A51 |

## Estela
También se conoce la estela de Leiden (Países Bajos), que tiene una inscripción de Roma llamado Roy, y que en un momento estaba ubicada en el lado este del octavo pilono del templo de Karnak. Es una fuente importante de la historia de la dinastía XIX. Contiene información sobre el surgimiento del sacerdocio tebano, la introducción de la dinastía real del clan Ipui en Tebas. De la inscripción de Roma Roy:
"Deja que mi hijo tome mi lugar. Y mi oficina estará en sus manos. Y que pase de padre a hijo para siempre, como se hace con un hombre justo y útil en la casa de su amo."